# Pisky (rejon mikołajowski)
Pisky (ukr. Піски) – wieś na Ukrainie, w obwodzie mikołajowskim, w rejonie mikołajowskim, w hromadzie Kostiantyniwka. W 2001 liczyła 736 mieszkańców, spośród których 629 wskazało jako ojczysty język ukraiński, 102 rosyjski, 3 mołdawski, 1 białoruski, a 1 inny.